# شبكة قنوات ميلودي
مجموعة قنوات ميلودي الترفيهية كانت شركة إعلامية ترفيهية في الوطن العربي، كانت تمتلك وتدير الخدمات المقدمة من عدة شركات مثل: شركة ميلودي إنترتينمنت ليمتد وخدماتها قنوات ميلودى هيتس - ميلودى أفلام – ميلودي كلاسيك - ميلودى دراما، وشركة راديو ميلودي القابضه وخدماتها: ميلودي FM وشركات ميلودي للإنتاج الفني والتوزيع، شركة ميلودي أرتست مانجيمنت، شركة ميلودي بيكتشرز وشركة بروباجندا أرابيا وشركة بروباجندا ميديا.
كان يمتلك هذه القنوات رجل الأعمال المصري جمال مروان.

## قنوات ميلودي المفتوحة
- ميلودي هيتس
- ميلودي أفلام
- ميلودي دراما
- ميلودي كلاسيك
- ميلودي FM ( الأردن)

## قنوات ميلودي المتوقفة
- ميلودي أرابيا
- ميلودي تيونز
- ميلودي سبورتس
- ميلودي تريكس
- أرابيا دراما

## وصلات خارجية
- MelodyAflam - ميلودي أفلام
- Melody Music Records
- Melody TV
- MelodyMasrahiyat - ميلودي مسرحيات
- MelodyDrama - ميلودي دراما
- MelodyClassic - ميلودى كلاسيك
- Melody
- Melody Entertainment
- Melody Pictures
- Melody  على فيسبوك.
- Melody Now  على فيسبوك.